# Bryum apiculatum
Bryum apiculatum är en bladmossart som beskrevs av Schwaegrichen 1816. Bryum apiculatum ingår i släktet bryummossor, och familjen Bryaceae. Inga underarter finns listade i Catalogue of Life.